# Gustavo Köhn
Gustavo Adolfo Köhn Brizuela (9 de marzo de 1968-São Paulo, 29 de abril de 2015), conocido simplemente como Gustavo Köhn, fue un periodista deportivo paraguayo, ministro de la Secretaría de la Información y Comunicación para el Desarrollo (SICOM) de Paraguay, y ganador del Paraná de Oro en los Premios Paraná.

## Carrera periodística
Gustavo Köhn inició su carrera como periodista deportivo en el año 1987, habiéndose destacado principalmente en la cobertura de deportes no tradicionales en el Paraguay, como baloncesto, tenis, boxeo, rugby, Fórmula 1, entre otros. Con el transcurso de los años fue ganando reputación entre los medios de comunicación, hasta que fue contratado por el Canal 13 como jefe del área deportiva, donde además fue presentador de un programa llamado "Deportes Punto Köhn".
Además del Canal 13, Köhn trabajó en Radio Canal 100, donde tenía su propio programa de noticias relacionadas al ámbito deportivo, así como también trabajó en medios de comunicación escritos, en particular en el Diario La Nación. Sus últimas labores las realizó en las radios 970 y Chaco Boreal, y en el canal de televisión por cable Tigo Sports.

## Función pública
Como resultado de sus reconocidos trabajos en el ámbito deportivo del Paraguay, Köhn fue contratado para prestar servicios en la Secretaría Nacional de Deportes durante el gobierno de Luis Ángel González Macchi, y más adelante, en el año 2012, durante el gobierno de Federico Franco, fue nombrado ministro de la Secretaría de la Información y Comunicación para el Desarrollo (SICOM) de Paraguay, donde se mantuvo hasta agosto de 2013, cuando fue reemplazado por Fabrizio Caligaris.
Entre los logros de su gestión como ministro de la SICOM, se resaltó el alcance del índice de audiencia más alto de la historia de la TV Pública Paraguay, en enero de 2013, logrando a competir por primera vez con los principales canales locales.

## Premios Paraná
En el año 2005, Gustavo Köhn recibió el "Paraná de Oro", el mayor galardón de los Premios Paraná, premios que son otorgados a la excelencia en la industria de la producción paraguaya, por sus aportes realizados a la comunicación en el Paraguay, en particular por su trabajo desempeñado en el Canal 13.

## Enfermedad y fallecimiento
En el mes de octubre de 2014, luego de una serie de consultas y exámenes médicos por problemas de salud, Köhn recibió la noticia de que tenía un tumor cancerígeno en el colon, que en ese momento ya tenía cuatro años de gestación. Inmediatamente inició rigurosos tratamientos, entre estos, quimioterapia. Sin embargo, luego de alrededor de 6 meses de lucha, el 29 de abril de 2015, Gustavo Köhn falleció, en el Camargo Cáncer Center de São Paulo, Brasil.

## Homenajes
A modo de homenaje, el velorio de Gustavo Köhn se realizó en la Secretaría Nacional de Deportes, por orden del ministro Víctor Pecci, quien lo consideró un "grande del periodismo deportivo". Luego de su fallecimiento, fue homenajeado por la Asociación Paraguaya de Fútbol, por el Círculo de Periodistas Deportivos del Paraguay y por la Cámara de Senadores del Congreso de Paraguay, entre muchos otros.